# إميل توما
إميل توما، هو مؤرخ ومفكر شيوعي عربي- فلسطيني، أحد قيادات عرب ال 48، واحد القيادات التاريخية للحزب الشيوعي في اسرائيل، ولد في حيفا في  16 مارس 1919 وتوفي في 27 أغسطس 1985.

## سيرته الذاتية
ولد توما  في حيفا لعائلة عربية مسيحية موسرة، والده جبرائيل حنا توما ووالدته ماري حبيب خوري، وأخيه ميخائيل توما كان لسنوات عديدة عضوا في بلدية حيفا، زوجته حايا توما ناشطة يهودية شيوعية، توفيت في 15/6/2009 عن عمر ناهز 78 عاما ودفنت في مقبرة الروم الأرثوذكس في كفار سمير بمدينة حيفا، إلى جانب زوجها.

### الدراسة المبكرة
درس اميل توما المرحلة الابتدائية في مدرسة الطائفة الأرثوذكسية في حيفا، وتلقي تعليمه الثانوي في مدرسة «المطران جوبات» التبشيرية الإنجليزية الداخلية في القدس، التي كانت تعرف، وقتذاك، بكلية صهيون نظرا لوقوعها على جبل صهيون، وتتلمذ في ذلك الوقت على يد الكاتب الشيوعي اللبناني رئيف خوري، الذي ترك اثر بالغاً على توجهاته الفكرية.
اضطر فيما بعد للتوقف عن الدراسة الثانوية مع اندلاع الثورة في فلسطين عام 1936، في العام 1937 توجه توما إلى بريطانيا لاكمال دراسته، حيث التحق بكلية الحقوق في جامعة «كمبريدج»، الا ان دراسته توقفت مرة أخرى العام 1939، بسبب اندلاع الحرب العالمية الثانية، وفي نفس الوقت كان عضوا في الحزب الشيوعي في بريطانيا.
عاد إلى حيفا مع اندلاع الحرب العالمية الثانية. ومع نهاية عام 1939 انضم إلى صفوف الحزب الشيوعي الفلسطيني السري، حيث قام  بالتعاون مع توفيق طوبي (ابن خالته) وبولس فرح بتأسيس نادي «شعاع الأمل» في حيفا، الذي تحول إلى مقر لعمال شركات الزيوت وعمال المعسكرات في المدينة. كما ساهم إميل توما في تأسيس «اتحاد نقابات وجمعيات العمال العرب» الذي أصبح لاحقا النواة لتأسيس «مؤتمر العمال العرب». 

### تشكل نشاطه السياسي
في ايلول 1943 بادر مع عدد من رفاقه وبينهم توفيق طوبي وإميل حبيبي إلى تأسيس عصبة التحرر الوطني وانتخب اميل توما امين سر العصبة، وفي 14 ايار 1944 اصدر اتحاد نقابات وجمعيات العمال العرب في حيفا جريدة "الاتحاد". الأسبوعية، وكان اميل توما صاحبها الرسمي ومحررها المسؤول، جريدة أصبحت يومية وما زالت تصدر إلى اليوم في مدينة حيفا.
في العام 1947 شارك مندوبا عن عصبة التحرر الوطني، في مؤتمر الاحزاب الشيوعية في بلدان الإمبراطورية البريطانية في لندن.

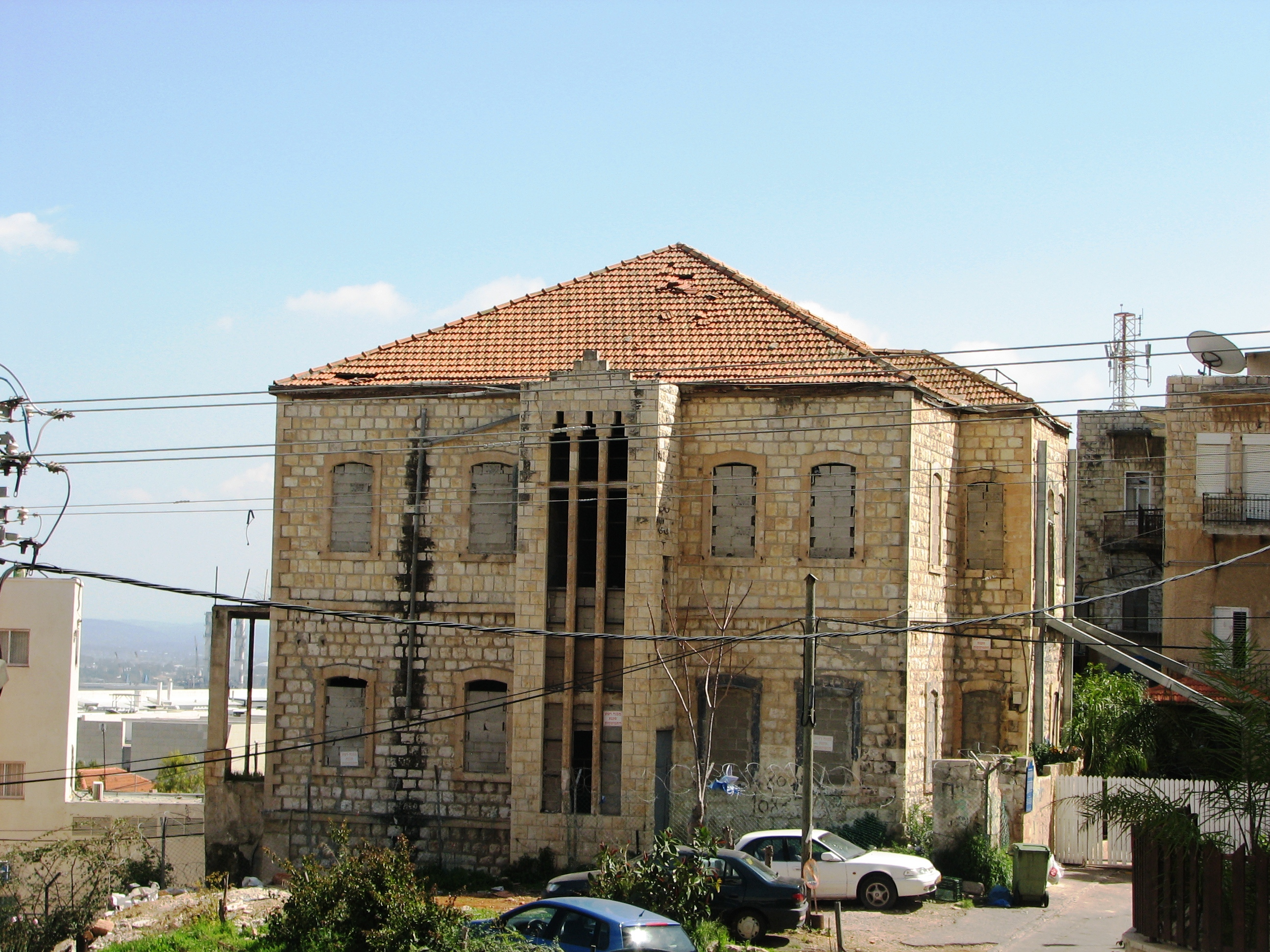
منزل عائلة توما في حيفا، بني عام 1912 صادرته السلطات الاسرائيلية عقب النكبة، ولم يتم اعادته لعائلة توما.

 من خلال نشاطه كأمين عام لعصبة التحرر الوطني، عرف عنه رفضه مشروع إقامة «الدولة اليهودية» في فلسطين بوصفه مشروعا إمبرياليا سعى إليه الاستعمار «الأنجلو – أمريكي» لضرب حركة التحرر العربية في المنطقة، وقد عُرف عنه كذلك أنه كان من بين المعارضين لقرار تقسيم فلسطين رقم 181 الصادر في 1947/11/29 عن الجمعية العامة للأمم المتحدة.

## بعد نكبة 1948
هُجّر إميل توما من فلسطين ابان نكبة 1948، وتحول إلى لاجئ في لبنان، حيث سجن هناك في معسكر للاعتقال بمدينة بعلبك لمدة ثلاثة أشهر مع عدد من الناشطين الفلسطينيين مثل الشاعر عبد الكريم الكرمي (أبو سلمى)، والمحامي حنا نقارة، وذلك بسبب نشاطهم بين الجماهير الفلسطينية اللاجئة في لبنان، من أجل عودتها إلى أرض الوطن.
تمكن بعدها من العودة إلى حيفا مسقط رأسه. وانخرط في صفوف الحزب الشيوعي الإسرائيلي، الذي التأم في مؤتمر الوحدة في نوفمبر عام 1948. الا انه لم يحقق تقدم قيادياً ومنع من اشغال مناصب قيادية حتى عام 1965، حيث يعتقد انه عوقب لمواقفه السابقة بالنسبة لاقامة الدولة وقرار التقسيم. 
في أواسط عام 1965 التحق بمعهد الاستشراق في موسكو للدراسات العليا، حيث
نال عام 1968 شهادة الدكتوراة من قسم التاريخ في المعهد تقديرا لرسالته «مسيرة الشعوب العربية ومشاكل الوحدة العربية». 
كان أحد المبادرين في العام 1971 لإنشاء "رابطة الأكاديميين العرب في إسرائيل". في عام 1975 شغل منصب سكرتير لجنة الدفاع عن الأراضي العربية" جنبا إلى جنب مع صليبا خميس.
على مدار سنوات طويلة اشغل توما عضوية المكتب السياسي للحزب الشيوعي، وعضوية الامانة العامة للجبهة الديمقراطية للسلام والمساواة، ومنصب محرر الاتحاد، في أغسطس 1984 شارك في اللقاء الدولي حول القضية الفلسطينية للمنظمات غير الحكومية الذي دعت اليه الأمم المتحدة في جنيف وانتخب عضوا في لجنة التنسيق الدولية، 
توفي في 27 أغسطس 1985 في المستشفى المركزي في العاصمة الهنغارية بودابست، بعد مرض عضال، ودفن في مقبرة الروم الأرثوذكس في كفار سمير بمدينة حيفا، وعلى شاهدة قبره خطت عبارة اقتبست من أحد مؤلفاته وتقول «لقد احببت شعبي حبا ملك علي مشاعري وآمنت بأخوّة الشعوب ايمانا عميقا لا تحفّظ فيه».
في العام 1986 أعلن الحزب الشيوعي الاسرائيلي، عن اقامة معهد إميل توما للدراسات الفلسطينية والإسرائيلية في مدينة حيفا. وفي العام 2004 اطلقت بلدية حيفا تسمية شارع على اسمه في حي وادي النسناس. 

## ميراثه الفكري
وصفت صحيفة «فلسطين الثورة» تميز اميل توما في افتتاحيتها في العدد الذي صدر في 1985/08/31 عقب وفاته، «اميل توما لم يراقب التاريخ ويسجله من موقع المحايد، اميل توما شارك في صنع التاريخ ثم سجله من موقع الملتزم».
ترجمت مؤلفاته إلى عدة لغات عالمية من بينها: الروسية والألمانية. كما ترجم بعضها إلى العبرية.
صدرت الأعمال الكاملة لاميل توما وعددها 14 مؤلفا، عن معهد اميل توما للأبحاث السياسية والاجتماعية في حيفا، من هذه المؤلفات أربعة مؤلفات عالجت القضية الفلسطينية وهي جذور القضية الفلسطينية، 60 عاما على الحركة القومية العربية الفلسطينية، منظمة التحرير الفلسطينية، الحركة القومية العربية والقضية الفلسطينية، في هذه المؤلفات يؤرخ اميل نضال الشعب الفلسطيني منذ بداية الانتداب البريطاني في فلسطين، وفي كتابه جذور القضية الفلسطينية، يحلل جذور القضية، بدايتها والمسؤولين عن حصولها، حلل اميل توما كذلك الصهيونية فكرا وعملا وعقيدتها الاستعمارية، القائمة على تشريد الشعب الفلسطيني من وطنه.
تناول اميل توما في مؤلفاته الحل الذي طرحه الحزب الشيوعي الاسرائيلي للنزاع الإسرائيلي الفلسطيني والاسرائيلي - العربي، حل قائم على انسحاب إسرائيل وانهاء احتلالها لكافة المناطق التي احتلتها عام 67 واقامة الدولة الفلسطينية في حدود عام 1967، وعاصمتها القدس الشرقية، وحق اللاجئين في العودة أو الحصول على تعويضات لمن لا يريد العودة، وحق اسرائيل العيش بأمان وسلام وراء حدود معترف بها دوليًا، وهو طرح تحول تدريجيا إلى برنامج تطرحه السلطة الفلسطينية واقطار عربية وقوى سلام في العالم. 

## مؤلفاته
1. العرب والتطور التاريخي في الشرق الأوسط، دار «الاتحاد»، حيفا، 1960
2. ثورة 23 تموز في عقدها الأول، دار "الاتحاد"، حيفا، 1962.
3. جذور القضية الفلسطينية، حيفا، 1968.
4. السياسة الأمريكية في الشرق الأوسط، مطبعة «الاتحاد»، حيفا، 1973.
5. يوميات شعب، (30 عاما على «الاتحاد»)، عربسك، حيفا، 1973.
6. ستون عاما على الحركة القومية العربية الفلسطينية، البيادر، القدس، 1978.
7. الحركات الاجتماعية في الإسلام، منشورات صلاح الدين، القدس، 1979.
8. العملية الثورية في الإسلام، دار الفارابي، بيروت، 1981.
9. طريق الجماهير العربية الكفاحي في إسرائيل، أبو سلمى، 1982.
10. فلسطين في العهد العثماني، الفجر، القدس، 1983.
11. الحركة القومية العربية والقضية الفلسطينية، الأسوار، عكا، 1984.
12. تاريخ مسيرة الشعوب العربية الحديث، الأسوار، عكا، 1985.
13. الصهيونية المعاصرة، الأسوار، عكا، 1985.
14. منظمة التحرير الفلسطينية، دار «الاتحاد»، حيفا، 1986.
15. مختارات في النقد الأدبي، دار «الاتحاد»، حيفا، 1993.